# Carretera de voivodato 203
La carretera de voivodato 203 (en polaco droga wojewódzka nr 203) (DW203) es una carretera provincial polaca situada en los voivodatos de Pomerania y Pomerania Occidental, en los distritos de Koszalin, Sławno y Słupsk. La carretera tiene una longitud total de 69 kilómetros, y conecta la localidad de Koszalin (DK6, que forma parte de la E-28) con la población de Ustka (DW210).

## Recorrido
| Voivodato            | Distrito        | Localidad         | Carretera que enlaza  |
| -------------------- | --------------- | ----------------- | --------------------- |
| Pomerania Occidental | Ciudad-distrito | Koszalin          | DK6, DK11 DW167 DW206 |
| Pomerania Occidental | Koszalin        | Gorzebądz         | DK6                   |
| Pomerania Occidental | Koszalin        | Skibno            | -                     |
| Pomerania Occidental | Koszalin        | Sucha Koszalińska | -                     |
| Pomerania Occidental | Koszalin        | Iwięcino          | -                     |
| Pomerania Occidental | Koszalin        | Bielkowo          | -                     |
| Pomerania Occidental | Sławno          | Gleźnowo          | -                     |
| Pomerania Occidental | Sławno          | Bukowo Morskie    | -                     |
| Pomerania Occidental | Sławno          | Dąbki             | -                     |
| Pomerania Occidental | Sławno          | Bobolin           | -                     |
| Pomerania Occidental | Sławno          | Żukowo Morskie    | -                     |
| Pomerania Occidental | Sławno          | Darłowo           | DK37, DW205           |
| Pomerania Occidental | Sławno          | Zakrzewo          | -                     |
| Pomerania Occidental | Sławno          | Drozdowo          | -                     |
| Pomerania Occidental | Sławno          | Sulimice          | -                     |
| Pomerania Occidental | Sławno          | Karsino           | -                     |
| Pomerania Occidental | Sławno          | Masłowice         | -                     |
| Pomerania Occidental | Sławno          | Ronino            | -                     |
| Pomerania Occidental | Sławno          | Chudaczewo        | -                     |
| Pomerania Occidental | Sławno          | Pieńkowo          | -                     |
| Pomerania Occidental | Sławno          | Postomino         | -                     |
| Pomerania            | Słupsk          | Zaleskie          | -                     |
| Pomerania            | Słupsk          | Duninowo          | -                     |
| Pomerania            | Słupsk          | Ustka             | DW210                 |